# 1939年4月19日日食
1939年4月19日日食是一次日環食，發生於1939年4月19日（蘇聯東北部為4月20日）。新月當天（即朔日），地球上觀測到月球和太阳的角距離極小，此時月球如果恰好在月球交點附近，穿過太阳和地球之間，與地球、太阳接近一直線，則會出現日食。月球穿過太阳和地球之間，但距地球較遠，本影未能接觸地表，而使偽本影覆蓋的區域內看到月球的角直徑小於太陽，就形成日環食，同時在偽本影兩側數千公里的半影範圍內形成日偏食。此次日環食經過了阿拉斯加領地、加拿大、苏联，日偏食則覆蓋了北美地区大部分、欧洲中西部及周邊部分地區。

## 日食概況

### 出現區域
阿留申群島的烏納拉斯卡島一帶在日出時最先看到日環食。隨後月球偽本影向東北覆蓋了阿留申群島的部分島嶼，斜穿北美大陸西北部，在班克斯島以西約130公里的波弗特海海面達到最大食分。此後偽本影又經過了北極群島西北部的部分島嶼，逐漸轉為向北移動，經過北極點後向南，又覆蓋了北冰洋內苏联今屬俄罗斯的部分島嶼後在日落時分結束於烏耶季涅尼亞島西北約140公里的喀拉海海面。
偽本影經過的陸地依次包括：
- 阿拉斯加領地（今美国阿拉斯加州）：烏納拉斯卡島中東部、東阿留申自治市鎮、湖泊-半島自治市鎮除北部外的大部、科迪亞克島自治市鎮、基奈半島自治市鎮除西北部外的大部、安克拉治、馬塔努斯卡-蘇西特納自治市鎮東南部、費爾班克斯-北極星自治市鎮東部及無建制自治市鎮中部偏東；
- 加拿大：自西南向東北斜貫育空地區後經過西北地区大陸部分西北部、班克斯島西北部、帕特里克王子島西半部，及緊鄰上述地區的小島；
- 苏联：俄罗斯苏维埃联邦社会主义共和国（今俄罗斯）法蘭士約瑟夫地群島東部、烏沙科夫島、維澤島。[3][4]

除了上述狹窄的環食帶內能看到日環食之外，月球半影覆蓋範圍內都能看到日偏食，包括北美地区除阿留申群島西端和美国佛羅里達半島外的絕大部分、墨西哥中北部、北歐、西欧、中欧除東南部外的大部、南欧西半部、苏联西北部和東北部（今俄罗斯西北部和東北部、波羅的海三國、白俄羅斯西北部邊境）。
月球在其軌道上自西向東轉動，發生日食時，月球在地球表面的陰影也大多自西向東移動，而從地球上看，太陽的西側先被月球遮掩，然後逐漸向東。但此次日食發生在北半球的夏半年，地軸北端向太陽方向傾斜，月球本影經過了晨昏圈最北端附近的區域，因而在苏联北部和臨近的北冰洋部分區域內，月影在地表自東向西移動，地面上看到的太陽東側最先被月球遮掩。環食帶及北美洲、欧洲的日偏食區域內的日食發生在4月19日，而苏联東北部則在4月20日看到日偏食，更有苏联北冰洋沿岸的一部分處於極晝地區的日偏食在4月19日子夜前不久開始，在4月20日凌晨結束。

### 基本參數
- 類型：日環食
- 食甚中心處（位於加拿大班克斯島以西約130公里的波弗特海）資料：
  - 時間：1939年4月19日16:45:29.2
  - 地點：73°8.4′N 129°5.4′W / 73.1400°N 129.0900°W
  - 食分：0.9731（環食帶內最大）
  - 日環食持續時間：1分49.3秒

## 相關的日食

### 1939-1942年的日食
月球交替位於相對的月球交點時，以半個交點年（食年），即約177天又4小時間隔出現下列日食。
| 降交點                                          | 降交點                   |          | 升交點                   | 升交點 |
| 沙羅周期                                        | 地圖                     | 沙羅周期 | 地圖                     |        |
| 118                                             | 1939年4月19日 環食       | 123      | 1939年10月12日 全食      |        |
| 128                                             | 1940年4月7日 環食        | 133      | 1940年10月1日 全食       |        |
| 138                                             | 1941年3月27日 環食       | 143      | 1941年9月21日 全食       |        |
| 148                                             | 1942年3月16日 偏食（南） | 153      | 1942年9月10日 偏食（北） |        |
| 註：1942年8月12日的日偏食屬於下一組交點年系列。 |                          |          |                          |        |

### 沙羅周期
沙羅周期長度為18年11天。本次日食屬於沙羅周期118，共包含72次日食，依次為803年5月24日至929年8月7日的8次日偏食、947年8月19日至1650年10月25日的40次日全食、1668年11月4日至1686年11月15日的2次全環食（亦稱混合食）、1704年11月27日至1957年4月30日的15次日環食、1975年5月11日至2083年7月15日的7次日偏食，總共歷時1280.14年。其中最長的全食發生於1398年5月16日，共持續了6分59秒。
下表列舉了1901年至2100年間發生的屬於該周期的日食，是第62至72次：
| 62            | 63            | 64            |
| ------------- | ------------- | ------------- |
| 1903年3月29日 | 1921年4月8日  | 1939年4月19日 |
| 65            | 66            | 67            |
| 1957年4月30日 | 1975年5月11日 | 1993年5月21日 |
| 68            | 69            | 70            |
| 2011年6月1日  | 2029年6月12日 | 2047年6月23日 |
| 71            | 72            |               |
| 2065年7月3日  | 2083年7月15日 |               |

## 資料來源
1. ↑  樊忠玉. . 中国天文科普网.   [2016-03-27]. （原始内容存档于2014-09-17）.
2. 1 2  Fred Espenak. . NASA Eclipse Web Site.   [2016-03-27]. （原始内容存档于2020-10-23）.（英文）
3. ↑  Fred Espenak. . NASA Eclipse Web Site.   [2016-03-27]. （原始内容存档于2020-10-23）.（英文）
4. ↑  Xavier M. Jubier. .   [2016-03-27]. （原始内容存档于2019-06-09）.（法文）（英文）
5. ↑  Fred Espenak. . NASA Eclipse Web Site.   [2016-03-27]. （原始内容存档于2008-08-29）.（英文）
6. ↑  Fred Espenak. . NASA Eclipse Web Site.（英文）

## 外部連結
- NASA日食專頁（页面存档备份，存于）（英文）
- 可見區域圖和時間統計：由弗雷德·埃斯佩纳克做出的日食預報，NASA/GSFC
  - Google互動地圖呈現的日食範圍
  - 貝塞爾元素
- Google地圖顯示的日環食和日偏食範圍（页面存档备份，存于）（法文）（英文）

| \| \| 日食 \|                              |                              |                                            |
| 上一次日食： 1938年11月21日日食 （日偏食） | 1939年4月19日日食 （日環食） | 下一次日食： 1939年10月12日日食 （日全食） |
| 上一次日環食： 1937年12月2日日食           | 1939年4月19日日食 （日環食） | 下一次日環食： 1940年4月7日日食            |
|                                            | 日食                         |                                            |